# اچ‌نوام‌اس فرویا
اچ‌نوام‌اس فرویا (به انگلیسی: HNoMS Frøya) یک کشتی بود که طول آن ۷۵٫۳ متر (۲۴۷٫۰۵ فوت) بود. این کشتی در سال ۱۹۱۶ ساخته شد.